# Samozápalnost

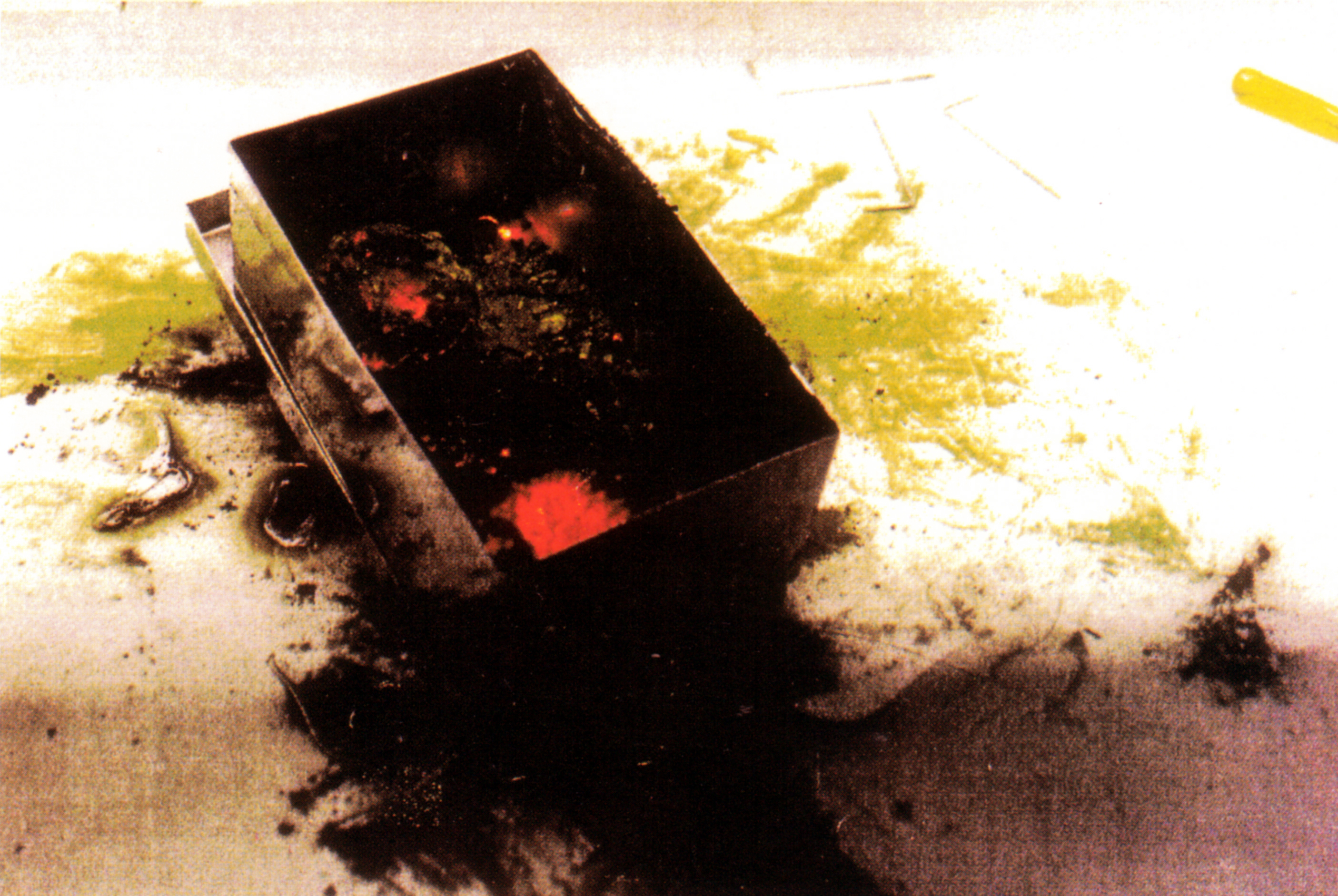
Plutonium

Samozápalnost (anglicky pyrophoricity z řeckého πυροφόρος, pyrophoros) je schopnost látek spontánně vzplanout ve vzduchu při teplotě 55 °C (130 °F) nebo nižší. Příkladem takovýchto látek je sulfid železnatý a mnoho reaktivních kovů. Tyto materiály jsou často reaktivní s vodou a vznítí se při kontaktu s vodou nebo vlhkým vzduchem. Mohou být bezpečně uchovávány v ochranné atmosféře argonu nebo (s několika výjimkami) dusíku.

## Využití
Tvorba jisker z kovů funguje na principu samozápalnosti malých kovových částic. Toho se využívá například u křesadel kapesních zapalovačů a jiných zařízení, která využívají k zapálení ohně jisker a křesadlových zámků historických palných zbraní.

## Samozápalné materiály

### Pevné látky
- Bílý fosfor
- Alkalické kovy
- Uran
- Neptunium
- Plutonium

A další

### Kapaliny
- Difosfan
- Trietylboran

A další

### Plyny
- Nekovové hydridy
- Kovové karbonyly